# Creusant
Le Creusant (Creuzan) est une rivière française des départements de la Côte-d'Or et de l'Yonne dans la région Bourgogne-Franche-Comté et un affluent du Trinquelin ou Cousin, donc un sous-affluent de la Seine par la Cure et l'Yonne.

## Géographie
D'une longueur de 12,3 kilomètres, ce ruisseau prend sa source dans l'Yonne au hameau de la Provenchère à 500 mètres d'altitude, sur le territoire de la commune de Saint-Léger-Vauban.
Il coule globalement du sud-est vers le nord-ouest.
Il traverse ensuite la commune de Bussières et alimente l'étang Neuf et l'étang Saint-Pierre avant de se jeter dans le Trinquelin sur le territoire de la commune de Saint-Brancher, à l'altitude 278 mètres.

## Communes et cantons traversés
Dans les deux départements de la Côte-d'Or et de l'Yonne, le Creuzant traverse (ou longe) sept communes et trois cantons :
- dans le sens amont vers aval : Saint-Léger-Vauban (source), Saint-Andeux, Bussières, Quarré-les-Tombes, Beauvilliers, Sainte-Magnance, Saint-Brancher (confluence)[notes 1].

Soit en termes de cantons, le Creuzant prend source dans le canton de Quarré-les-Tombes, traverse les canton de Saulieu, canton de Guillon, conflue dans le même canton de Quarré-les-Tombes que sa source.

## Histoire
À son origine, il a pour nom « Ru Bigot ». Après avoir alimenté plusieurs étangs (étang du Champ du Pommier, étang des Genièvres, étang de Ruères), il prend le nom de « Creusant ».
Il alimentait autrefois deux autres étangs sur la commune de Bussières, dont un qui servait de protection au châtelet de Villarnoux.

## Affluents
Le Creusant n'a pas d'affluent référencé :

## Hydrologie
La superficie du bassin versant Le Cousin de sa source au confluent de la Romanée (exclu) (F313) est de 126 km2. Le rang de Strahler est de un.